# Olena Antonowa
Olena Anatolijiwna Antonowa (ukrainisch Олена Анатоліївна Антонова, engl. Transkription Olena Antonova; * 16. Juni 1972 in Nikopol) ist eine ehemalige ukrainische Diskuswerferin.

## Werdegang
Bei den Weltmeisterschaften 1997 in Athen schied sie in der Qualifikation aus. Bei den Weltmeisterschaften 1999 in Sevilla wurde sie Siebte. Bei den Olympischen Spielen 2000 in Athen und bei den Weltmeisterschaften 2001 in Edmonton kam wiederum in der Qualifikation das Aus, und bei den Weltmeisterschaften 2003 in Paris/Saint-Denis wurde sie Vierte.
Am 6. Juni 2004 stellte sie in Kiew mit 67,30 m ihren persönlichen Rekord auf, und bei den Olympischen Spielen in Athen belegte sie den fünften Platz. Einem achten Platz bei den Weltmeisterschaften 2005 in Helsinki folgte ein sechster Platz bei den Weltmeisterschaften 2007 in Osaka.
Ihren größten Erfolg feierte sie bei den Olympischen Spielen 2008 in Peking, als sie mit 62,59 m Bronze hinter Stephanie Brown Trafton (USA) und Yarelis Barrios (CUB) gewann. Da Barrios später des Dopingbetrugs überführt werden konnte, rückte Antonowa auf den Silberrang vor.
Olena Antonowa ist 1,82 m groß und wiegt 90 kg.

## Doping
Im Jahr 2013 wurde sie für zwei Jahre gesperrt. Ihre Dopingprobe der Weltmeisterschaften 2009 war erneut analysiert worden, dabei wurde Stanozolol gefunden.